# Малиновский, Роман (политик)
Рома́н Малино́вский (пол. Roman Malinowski; 26 февраля 1935, Белосток — 31 августа 2021, Яблонна) — польский политический деятель периода Польской Народной Республики, лидер Объединённой крестьянской партии Польши в 1981—1989 годах.

## Биография
Родился 26 февраля 1935 года в городе Белостоке в рабочей семье. В 1956—1958 годах работал в союзе «Крестьянская взаимопомощь». В 1956 году вступил в Объединённую крестьянскую партию, входившую в правящую коммунистическую коалицию. В 1958—1963 годах работал в Центральном союзе ссудо-сберегательных кооперативов. Окончил Высшую школу планирования и статистики в Варшаве. Доктор экономических наук. В 1963—1969 годах работал в Главном комитете Объединенной крестьянской партии. В 1969—1971 годах — заместитель председателя Центрального союза молочных кооперативов.
В 1971—1975 годах — председатель Народного совета Лодзинского воеводства, затем — Лодзинский воевода.
С 1976 года — депутат Сейма. В 1975—1976 годах — член секретариата Главного комитета ОКП, в 1976—1980 годах — секретарь Главного комитета, член Президиума Главного комитета ОКП. В 1980 году — министр пищевой промышленности и заготовок ПНР.
Неоднократно посещал СССР.
В ноябре 1981 — сентябре 1989 года был председателем Главного комитета Объединенной крестьянской партии Польши. Одновременно в 1981—1986 годах был председателем Совета по вопросам продовольственного хозяйства и заместителем Председателя Совета Министров Польши (до 1985 года). Также в 1982—1983 годах был членом Президиума исполкома Всепольского движения национального возрождения.
В 1985—1989 годах — маршал сейма ПНР, с 1987 года был председателем Всепольского совета Общества польско-советской дружбы.
В августе 1989 года назначенный Председателем Совета Министров Польши генерал Чеслав Кищак предлагал кандидатуру Малиновского на пост главы правительства как компромиссную фигуру, однако кабинет сформировал представитель «Солидарности» Тадеуш Мазовецкий.
В сентябре 1989 года покинул ряды Объединённой крестьянской партии. Затем вошёл в Польскую крестьянскую партию (ПКП), став председателем группы советников при председателе Высшего совета партии.
В 2005 году ПКП выдвинула его в качестве почётного председателя сессии Сейма по поводу 25-летия «Солидарности». С 2009 по 2017 год был членом Совета Института Леха Валенсы.
Автор многих научных и публицистических работ в области аграрной политики, экономики сельского хозяйства, социально-экономических и политических проблем.